# Fasaele
Fasaele (latino: Phasaelus; greco: Φασάηλος, Phasaelos; ... – Gerusalemme, 40 a.C.) fu il fratello di Erode il Grande, col quale divise il potere in Giudea tra il 47 e il 40 a.C.

## Biografia
Fasaele fu il secondo figlio di Antipatro e Cipro; ebbe tre fratelli Giuseppe, Ferora ed Erode e una sorella, Salome. Nacque in Giudea, all'epoca del regno degli Asmonei; suo padre era idumeo, e dunque di religione giudaica, la madre era nabatea.
Antipatro era il ministro dell'anziano Ircano II, sovrano di Giudea, ma il suo potere derivava dal sostegno dei Romani, in particolare di Gaio Giulio Cesare, il quale, nel 47 a.C., nominò Antipatro procuratore di Giudea e gli permise di nominare persone di propria fiducia come collaboratori: Antipatro allora nominò Fasaele procuratore di Gerusalemme ed Erode procuratore di Galilea. Quando, quello stesso anno, Erode entrò in rotta di collisione con Ircano e col Sinedrio e fu chiamato a Gerusalemme a sottoporsi a un processo davanti a quest'ultimo; raggiunse Gerusalemme alla testa di un esercito, ma Antipatro e Fasaele riuscirono a convincerlo a desistere dal suo proposito di devastare il Sinedrio.
Nel 44 a.C. Cesare fu assassinato; l'anno successivo toccò ad Antipatro, avvelenato per mandato di Malico. Erode voleva vendicarsi immediatamente, ma Fasaele, che conosceva l'irruenza del fratello, riuscì a convincerlo a fingere di considerare Malico innocente e a rimandare la vendetta a un tempo più propizio. Erode uccise Malico e Gaio Cassio Longino, capo dei cesaricidi, giunse in Giudea, ottenendo il sostegno di tutte le parti; alla sua partenza (42 a.C.), scoppiò una guerra civile in Giudea, con Erode e Fasaele da una parte, Ircano II da un'altra, suo nipote Antigono da un'altra e, infine, il fratello di Malico, Elice, in una quarta. Elice tentò di sottrarre a Fasaele il controllo di Gerusalemme, e riuscì ad attrarlo in un'imboscata, ma Fasaele riuscì a riorganizzare le sue forze e a ottenere il sostegno del popolo, sconfiggendo Elice. L'esercito di Fasaele riuscì a costringere Elice a rinchiudersi in una torre; Fasaele garantì la libertà al suo nemico in cambio della cessione della maggior parte delle fortezze da lui controllate. Successivamente entrò in contrasto con Ircano, accusandolo di aver aiutato i nemici di Erode e suoi, Malico ed Elice.
Mentre Marco Antonio, vincitore di Cassio, si trovava in Bitinia nel 41 a.C., i nemici di Erode e Fasaele si andarono a lamentare con lui del loro comportamento; Antonio, però, rigettò le accuse. Il Sinedrio rinnovò le accuse mentre Antonio era ad Antiochia; ancora una volta le accuse caddero, in quanto Antonio era in debito con Antipatro e, quando interrogato dal generale romano, persino Ircano si schierò dalla parte di Erode. Antonio decise pertanto di nominare Erode e Fasaele tetrarchi. In quello stesso anno, Tolomeo di Calcide tentò di sloggiare Fasaele dalla Giudea.
Nel frattempo Antigono, nipote di Ircano, tentò di conquistare il trono della sua dinastia; in occasione della festa dello Shvuot, a Gerusalemme scoppiarono degli scontri tra i suoi sostenitori e quelli dei due fratelli; Fasaele difendeva le mura, Erode il palazzo, e riuscirono a respingere gli assalitori. Antigono chiese l'aiuto dei Parti, che giunsero sotto le mura di Gerusalemme. Il loro comandante Barzafarne invitò Ircano e Fasaele nel proprio campo per contrattare la pace, e, malgrado l'avvertimento di Erode, i due accettarono, venendo fatti prigionieri. Furono consegnati ad Antigono, il quale fece mutilare Ircano affinché non potesse ricoprire l'incarico di Sommo sacerdote; Fasaele scelse invece di suicidarsi, subito dopo aver saputo che Erode era riuscito a fuggire da Gerusalemme, invasa dai Parti.
Giuseppe Flavio descrive Fasaele come un uomo coraggioso e nobile. Ebbe un figlio, probabilmente postumo, di nome Fasaele, che sposò la figlia di Erode, Salampsio, da cui ebbe cinque figli. Erode chiamò Fasaele il figlio avuto da Pallade e onorò il fratello chiamando Faselide una città fondata a nord-est di Gerico e dedicandogli una delle torri del suo palazzo di Gerusalemme.